# Kertészsziget
Kertészsziget è un comune dell'Ungheria di 465 abitanti (dati 2001) . È situato nella contea di Békés.